# Dawit Gwanceladze
Dawit Nikołajewicz Gwanceladze (gruz. დავით გვანცელაძე; ros. Давид Николаевич Гванцеладзе; ur. 28 marca 1937 w Batumi, zm. 1 maja 1984 w Tbilisi) – radziecki zapaśnik walczący w stylu klasycznym. Brązowy medalista olimpijski z Tokio 1964, w kategorii do 70 kg.
Wicemistrz świata w 1963 roku.
Mistrz ZSRR w 1960, 1962, 1964, 1965 i 1966; drugi w 1963 roku. Zakończył karierę w 1969. W latach 1971–1972 był trenerem gruzińskiej SRR w zapasach klasycznych, a potem również członkiem władz sportowych.